# جوليانو سباداسيو
جوليانو سباداسيو (بالبرتغالية: Juliano Gonçalves Spadacio‏) هو لاعب كرة قدم برازيلي في مركز الوسط، ولد في 16 نوفمبر 1980 في Dracena ‏ في البرازيل. لعب مع أتلتيكو باراناينسي وأنورثوسيس فاماغوستا وباوليستا ورابيد بوخارست وسانتو أندريه ونادي أسترا جورجو ونادي أوستريا سالزبورغ ونادي إيتوانو ونادي باوك ونادي ريد بل سالزبورغ ونادي كورينثيانز وناسيونال ماديرا.

## وصلات خارجية
- جوليانو سباداسيو على موقع الاتحاد الأوربي (الإنجليزية)
- جوليانو سباداسيو على موقع قاعدة بيانات كرة القدم.إي يو (الإنجليزية)
- جوليانو سباداسيو على موقع Soccerway.com (الإنجليزية)
- جوليانو سباداسيو على موقع عالم كرة القدم.نت (الإنجليزية)